# Belgian Juniors 2015
Das Turnier YONEX Belgian Junior 2015 als bedeutendstes internationales Nachwuchsturnier von Belgien im Badminton fand vom 18. bis zum 20. September 2015 in Herstal statt.

## Sieger und Platzierte
| Disziplin    | Gold                            | Silber                         | Bronze                               |
| ------------ | ------------------------------- | ------------------------------ | ------------------------------------ |
| Herreneinzel | Chirag Sen                      | Joran Kweekel                  | Wolfgang Gnedt                       |
| Herreneinzel | Chirag Sen                      | Joran Kweekel                  | Samuel Hsiao                         |
| Dameneinzel  | Kader İnal                      | Aliye Demirbağ                 | Miu Lin Ngan                         |
| Dameneinzel  | Kader İnal                      | Aliye Demirbağ                 | Ronja Stern                          |
| Herrendoppel | Bjarne Geiss Jan Colin Völker   | Max Flynn Zach Russ            | Harry Arksey David Jones             |
| Herrendoppel | Bjarne Geiss Jan Colin Völker   | Max Flynn Zach Russ            | Guillaume Bonnet Alexandre Lallemand |
| Damendoppel  | Kader İnal Fatma Nur Yavuz      | Bengisu Erçetin Nazlıcan İnci  | Elizabeth McMorrow Miu Lin Ngan      |
| Damendoppel  | Kader İnal Fatma Nur Yavuz      | Bengisu Erçetin Nazlıcan İnci  | Debora Jille Imke van der Aar        |
| Mixed        | Bjarne Geiss Judith Petrikowski | Joran Kweekel Imke van der Aar | Emre Cömert Emine Demirtaş           |
| Mixed        | Bjarne Geiss Judith Petrikowski | Joran Kweekel Imke van der Aar | Melih Turgut Fatma Nur Yavuz         |